# Битва під Завихостом
Битва під Завихостом 19 червня 1205 — бій між руськими силами під керівництвом Романа Мстиславича з одного боку і польським військом під проводом Лешка І Білого й Конрада Мазовецького поблизу містечка Завихост на Віслі, на території сучасної Польщі. Закінчився перемогою поляків, які розгромили руські загони та убили князя Романа.
Бій укріпив положення Лешка Білого в Польщі та спричинив політичний хаос у Галицько-Волинському князівстві.

## Перебіг
До 1205 року галицько-волинський князь Роман був союзником краківського князя Казимира Справедливого та його синів Лешка Білого і Конрада Мазовецького. Мати Романа, Агнета, була сестрою Казимира, а сам Роман замолоду перебував у Польщі.
Обидві сторони збройно допомагали одна одній. 1190 року руський князь разом з братом Всеволодом допоміг Казимиру здобути Краків, а 1195 року узяв участь у боротьбі, яку Лешко і Конрад вели проти свого дядька Мєшка Старого. У бою під Мозгавою Роман зазнав поранення. У свою чергу, Лешко ж дав Романові допомогу, коли він займав Галичину 1199 року.
Питання, що спричинило ворожнечу між Галицько-Волинським князівством і поляками, залишається без відповіді. Галицько-Волинський літопис подає звістку, що між Романом та Лешком інтригу повів галицький боярин Владислав Кормильчич — але в чому суть непорозуміння, невідомо. Німецька хроніка Альберіка подає звістку, що Роман «хотів через Польщу перейти у Саксонію і поруйнувати церкви», через що ряд істориків намагався зв'язати цю звістку з боротьбою Вельфів з Гогенштауфенами, у яку втрутився руський князь. Ймовірно, останній йшов на допомогу Філіпу Швабському Гогенштауфену, сину Фрідріха І Барбаросси, в боротьбі за імператорську корону. Проходячи через Польщу, русини зіткнулися з Лешком Білим, союзником саксонських Вельфів і ворогом Фрідріха.
За даними Суздальського літопису, що входить у Лаврентіївський список, 1205 року Роман вирушив походом на Польщу і здобув два польські міста. Коли ж князь із дружиною від'їхав від табору, поляки Лешка і Конрада раптово оточили його і вбили у бою. Польські джерела вказують місце і день битви — під Завихостом 19 червня 1205 року.
За Суздальським літописом Романа поховали в Галичі, але Іван Крип'якевич припускає правдоподібнішою звістку польського хроніста Яна Длугоша, що місцем поховання був Володимир, позаяк тут ховали всіх волинських князів.